# Арки, Бруно
Бруно Арки (итал. Bruno Archi, родился 14 апреля 1962 года в Икселе) — итальянский дипломат и депутат Палаты депутатов Италии, заместитель министра иностранных дел Италии Эммы Бонино в правительстве Летта.

## Биография
Окончил в марте 1985 года университет, получив диплом политолога. В 1989 году после сдачи конкурсного экзамена поступил на дипломатическую службу. С 1993 года — первый секретарь министерства иностранных дел, с 1999 года — советник министра иностранных дел, с 2004 года — советник посольства. 2 января 2009 года был назначен полномочным министром, с 2011 года назначен внештатным дипломатическим советником президента Сената Италии. Работал там до 31 января 2013 года.
С 15 марта 2013 года депутат Палаты депутатов Италии, заместитель министра иностранных дел с 3 мая по 3 декабря 2013 года. Избран в Палату депутатов Италии на парламентских выборах 15 марта от округа Пьемонт 2 по списку партии «Народ свободы». 2 мая утверждена его кандидатура на пост заместителя министра иностранных дел Италии (Эмма Бонино) в правительстве Летты. С 16 ноября 2013 года член партии «Вперёд, Италия». 3 декабря он покинул пост заместителя министра иностранных дел.

## Скандалы
24 июня 2013 года в прокуратуру поступил отчёт о Бруно Арки, который давал показания по «Делу Руби» о несовершеннолетних проститутках на вилле Сильвио Берлускони и выступал в защиту итальянского премьер-министра. В отчёте предлагалось оценить возможность возбуждения в отношении Арки уголовного дела за дачу ложных показаний. 24 июля 2015 года прокуратура Милана потребовала возбудить в отношении 13 человек (в том числе Арки) уголовное дело за дачу ложных показаний в защиту Сильвио Берлускони. Расследование началось 6 ноября того же года.

## Награды
- Великий офицер ордена «За заслуги перед Итальянской Республикой» (2 июня 2009 года)[7].
- Командор ордена «За заслуги перед Итальянской Республикой» (2 июня 2007 года)[7].
- Офицер ордена «За заслуги перед Итальянской Республикой» (27 декабря 2004 года)[8].
- Кавалер ордена «За заслуги перед Итальянской Республикой» (27 декабря 2001 года)[9].
- Орден Дружбы (9 февраля 2011 года) — за вклад в развитие российско-итальянских отношений[10].